# Pyronia salome
Pyronia salome är en fjärilsart som beskrevs av Fabricius 1787. Pyronia salome ingår i släktet Pyronia och familjen praktfjärilar. Inga underarter finns listade.